# المنطقة الاقتصادية الأوروبية
المنطقة الاقتصادية الأوروبية (بالإنجليزية: European Economic Area)‏ وبالفرنسية (l'éspace économique Européen)،تأسست المنطقة الاقتصادية الأوروبية (EEA) في عام 1994، وتجمع بين دول الاتحاد الأوروبي (EU) والدول الأعضاء في الرابطة الأوروبية للتجارة الحرة (EFTA) لتسهيل المشاركة في تجارة وحركة السوق الأوروبية دون الحاجة إلى التقديم لتكون واحدة من الدول الأعضاء في الاتحاد الأوروبي.
الهدف من اتفاقية المنطقة الاقتصادية الأوروبية هي «تعزيز العلاقات التجارية والاقتصادية بين الأطراف المتعاقدة بصورة مستمرة ومتوازنة... بهدف خلق منطقة اقتصادية أوروبية متجانسة» .
ومن أجل تحقيق الأهداف المرجوة ضمنت الاتفاقية:
-1- حرية تنقل البضائع والسلع
-2- حرية انتقال الأشخاص
-3- حرية انتقال الخدمات
-4- حرية حركة الرأسمال
.
أُنشئت المنطقة الاقتصادية الاوربية في الثاني من مايو عام 1992، بعد الاتفاق بين الاتحاد الأوروبي ودول رابطة التجارة الحرة الأوروبية (باستثناء سويسرا) مما ادى إلى توسع السوق الاوربية الداخلية ليشمل ايسلندا والنرويج وليشتنشاين وبذلك يصبح عدد الدول الموقعة على الاتفاقية 31 دولة يمكن نقل البضائع والاشخاص والخدمات وروؤس الاموال بينها بحرية مع وجود قوانين خاصة بالنسبة لنقل البضائع الزراعية. تمتد الدول الموقعة على الاتفاقية من القطب الشمالي إلى البحر المتوسط وتضم ما يقارب 372 مليون شخص، كما تبلغ قيمة التبادل التجاري 7,5 مليار دولار سنويا - حسب احصائيات العام 2004 - لتكون بذلك أكبر منطقة تبادل تجاري في العالم.
معاهدة المنطقة الاقتصادية الأوروبية هي معاهدة تجارية وتختلف عن معاهدات الاتحاد الأوروبي في بعض الجوانب الرئيسية. والغرض منه، وفقًا للمادة 1، هو «تعزيز التعاون المستمر والمتوازن للتجارة والعلاقات الاقتصادية». لا يشارك أعضاء الرابطة الأوروبية للتجارة الحرة في السياسة الزراعية المشتركة أو السياسة المشتركة لمصايد الأسماك الأوروبية.
إن الحق في حرية تنقل الأشخاص بين الدول الأعضاء في المنطقة الاقتصادية الأوروبية والأحكام ذات الصلة بشأن التدابير الوقائية مماثلة لتلك المطبقة بين أعضاء الاتحاد الأوروبي. تم تحديد الحقوق والقواعد المطبقة في جميع الدول الأعضاء في المنطقة الاقتصادية الأوروبية، بما في ذلك تلك التي ليست أعضاء في الاتحاد الأوروبي، في التوجيه 2004/38 / EC  وفي اتفاقية المنطقة الاقتصادية الأوروبية.
تحدد اتفاقية المنطقة الاقتصادية الأوروبية أن العضوية مفتوحة للدول الأعضاء إما في الاتحاد الأوروبي أو من الرابطة الأوروبية للتجارة الحرة. دول الرابطة الأوروبية للتجارة الحرة التي هي طرف في اتفاقية المنطقة الاقتصادية الأوروبية تشارك في السوق الداخلية للاتحاد الأوروبي دون أن تكون أعضاء في الاتحاد الأوروبي أو الاتحاد الجمركي للاتحاد الأوروبي. يتبنون معظم تشريعات الاتحاد الأوروبي المتعلقة بالسوق الموحدة، مع استثناءات ملحوظة بما في ذلك القوانين المتعلقة بالسياسة الزراعية المشتركة والسياسة المشتركة للمصايد. تمكّن عمليات «تشكيل القرار» في المنطقة الاقتصادية الأوروبية الدول الأعضاء في المنطقة الاقتصادية الأوروبية من التأثير والمساهمة في سياسة وتشريعات المنطقة الاقتصادية الأوروبية الجديدة من مرحلة مبكرة. تستثنى سلع الدولة الثالثة بالنسبة لهذه الدول من قواعد المنشأ.
عندما دخلت اتفاقية المنطقة الاقتصادية الأوروبية حيز التنفيذ في عام 1994، كانت الأطراف في المنطقة الاقتصادية الأوروبية 17 دولة واثنتين من المجموعات الأوروبية: الجماعة الاقتصادية الأوروبية، التي تم استيعابها لاحقًا في إطار الاتحاد الأوروبي الأوسع، والجماعة الأوروبية للفحم والصلب البائد الآن. نمت العضوية إلى 30 دولة اعتبارًا من عام 2020: 27 دولة عضو في الاتحاد الأوروبي، بالإضافة إلى ثلاث من الدول الأربع الأعضاء في الرابطة الأوروبية للتجارة الحرة (آيسلندا وليختنشتاين والنرويج). يتم تطبيق الاتفاقية مؤقتًا فيما يتعلق بكرواتيا - الدولة العضو المتبقية والأخيرة في الاتحاد الأوروبي - بانتظار التصديق على انضمامها من قبل جميع أطراف المنطقة الاقتصادية الأوروبية. تستمر المملكة المتحدة بشكل انتقالي في كونها عضوًا في المنطقة الاقتصادية الأوروبية بعد انسحابها من الاتحاد الأوروبي في 31 يناير 2020، ودخولها في فترة انتقالية تنتهي في 31 ديسمبر 2020. أثناء الانتقال، ستظل اتفاقية المنطقة الاقتصادية الأوروبية دون تغيير، وستستمر في التطبيق كما كان من قبل، على كل من أعضاء المنطقة الاقتصادية الأوروبية المتبقين والمملكة المتحدة، حيث سيستمر التعامل مع المملكة المتحدة كما لو كانت دولة في المنطقة الاقتصادية الأوروبية. عضو واحد في الرابطة الأوروبية للتجارة الحرة «سويسرا»، لم تنضم إلى المنطقة الاقتصادية الأوروبية، ولكن لديها مجموعة من الاتفاقيات القطاعية الثنائية مع الاتحاد الأوروبي والتي تسمح لها بالمشاركة في السوق الداخلية.

## النشأة
كان أحد اهداف رابطة التجارة الحرة الأوروبية عند انشائها عام 1960 هو إقامة اتفاقات تجارية مع السوق الأوروبية المشتركة، وبعد أن انضمت بريطانيا والدنمارك وايرلندا - والتي كانت من أعضاء رابطة التجارة الحرة الاوربية - عام 1973 إلى السوق المشتركة الاوربية تطورت العلاقات الاقتصادية بين السوق الاوربية المشتركة ورابطة التجارة الحرة الاوربية. وبدأت أول مظاهر تطور التعاون التجاري تظهر للعيان بين عامي 1972 و1977 عندما قامت دول رابطة التجارة الحرة الاوربية بتوقيع اتفاقيات تبادل تجاري حر بشكل فردي مع منظمة السوق الاوربية المشتركة. ابتداءا من منتصف ثمانينيات القرن العشرين ارتفعت مظاهر الاندماج الاقتصادي داخل الاتحاد الاوربي وذلك بفضل تفعيل مبدا حرية تنقل الافراد والسلع والخدمات وروؤس الاموال. وفي اجتماع لوزراء من دول السوق الاوربية المشتركة ودول رابطة التجارة الحرة الاوربية عام 1984 في لوكسمبورغ تم الحديث لأول مرة عن إنشاء منطقة تبادل تجاري حرة.
وفي أواخر الثمانينيات، بدأت الدول الأعضاء في الرابطة الأوروبية للتجارة الحرة، بقيادة السويد، في البحث عن خيارات للانضمام إلى الجماعة الاقتصادية الأوروبية القائمة آنذاك (EEC)، التي كانت مقدمة للإتحاد الأوروبي (EU). الأسباب المحددة لهذا متعددة. يشير العديد من المؤلفين إلى الانكماش الاقتصادي في بداية الثمانينيات، وما تلاه من تبني المجموعة الاقتصادية الأوروبية «لأجندة أوروبا 1992»، كسبب رئيسي. يجادل هؤلاء المؤلفون من منظور حكومي دولي ليبرالي، بأن الشركات الكبيرة متعددة الجنسيات في بلدان الرابطة الأوروبية للتجارة الحرة، وخاصة السويد، ضغطت للحصول على عضوية المجموعة الاقتصادية الأوروبية تحت التهديد بنقل إنتاجها إلى الخارج. يشير مؤلفون آخرون إلى نهاية الحرب الباردة، الأمر الذي جعل الانضمام إلى الجماعة الاقتصادية الأوروبية أقل إثارة للجدل السياسي بالنسبة للدول المحايدة.
وفي الوقت نفسه، لم يعجب جاك ديلور، الذي كان رئيسًا للمفوضية الأوروبية في ذلك الوقت، من فكرة توسيع المجموعة الاقتصادية الأوروبية لتشمل المزيد من الدول الأعضاء، حيث كان يخشى أن يعيق ذلك قدرة المجموعة على استكمال إصلاح السوق الداخلي وإقامة اتحاد نقدي.
ساهمت مقترحات رئيس المفوضية الاوربية جاك ديلور (اقتراح منطقة اقتصادية أوروبية (EES) في يناير 1989، والتي تم تغيير اسمها لاحقًا إلى المنطقة الاقتصادية الأوروبية، كما تُعرف اليوم.) ودخول الملف الأوروبي الموحد الذي كان يهدف إلى إنشاء «منطقة بدون حدود داخلية» عام 1987 حيز التنفيذ بزيادة إمكانية دخول دول رابطة التجارة الحرة الأوروبية السبع (باستثناء سويسرا) إلى السوق الداخلية الأوروبية، وفي عام 1990 بدأت المحادثات الفعلية بين الطرفين والتي انتهت في الثاني من مايو من عام 1992 في مدينة بورتو في البرتغال بتوقيع اتفاقية حول إنشاء منطقة اقتصادية اوربية. كانت الدول الموقعة على الاتفاقية هي دول الاتحاد الاوربي الإثني عشر آنذاك ( بلجيكا وألمانيا وفرنسا وإيطاليا ولوكسمبورغ وهولندا وبريطانيا والدنمارك وايرلندا واليونان واسبانيا والبرتغال) ودول رابطة التجارة الحرة الاوربية السبع (النمسا وفنلندا وايسلندا والنرويج والسويد وسويسرا) وقامت جميع الدول بالتصديق على الاتفاقية ما عدا سويسرا. وفي الأول من يناير عام 1994 بدأت الاتفاقية حيز التنفيذ، ثم انضمت ليشتنشتاين بعضوية كاملة في الأول من مايو من عام 1995.
بحلول الوقت الذي تم فيه إنشاء المنطقة الاقتصادية الأوروبية في عام 1994، أعاقت العديد من التطورات مصداقيتها. في البداية رفضت سويسرا اتفاقية المنطقة الاقتصادية الأوروبية في استفتاء وطني في 6 ديسمبر 1992، مما أعاق التكامل الكامل بين الاتحاد الأوروبي والرابطة الأوروبية للتجارة الحرة داخل المنطقة الاقتصادية الأوروبية. علاوة على ذلك، تقدمت النمسا بطلب للحصول على عضوية كاملة في المجموعة الاقتصادية الأوروبية في عام 1989، وتبعتها فنلندا والنرويج والسويد وسويسرا بين عامي 1991 و 1992 (تم رفض انضمام النرويج إلى الاتحاد الأوروبي في استفتاء، وجمدت سويسرا طلبها في الاتحاد الأوروبي بعد رفض اتفاقية المنطقة الاقتصادية الأوروبية في استفتاء). أدى سقوط الستارة الحديدية إلى جعل الاتحاد الأوروبي أقل ترددًا في قبول هذه البلدان (المتقدمة لتصبح دول أعضاء)، لأن ذلك من شأنه أن يخفف الضغط على ميزانية الاتحاد الأوروبي عندما تنضم الدول الاشتراكية السابقة في وسط أوروبا.

## قوانين المنطقة الاقتصادية الأوروبية
تم إلغاء الرسوم الجمركية بين دول المنطقة الاقتصادية الاوربية كما تنطبق 80% من قوانين السوق الداخلية للاتحاد الأوروبي، مع ذلك لا يوجد اتحاد جمركي ولا تعرفة جمركية موحدة بين الدول الاعضاء.

بالنسبة لدول المنطقة الاقتصادية الأوروبية غير المنتمية للاتحاد الأوروبي يتم مراقبة تطبيق مقررات المنطقة الاقتصادية الاوربية من خلال دوائر الرقابة التابعة لرابطة التجارة الحرة الأوروبية، اما بالنسبة للدول المنتمية للاتحاد الأوروبي فيتم ذلك من خلال المفوضية الأوروبية ومحكمة العدل الأوروبية.

## تطور المنطقة
- 2 مايو 1992: توقيع اتفاقية المنطقة الاقتصادية الأوروبية من قبل دول الاتحاد الأوروبي الإثني عشر آنذاك (بلجيكا، الدنمارك، ألمانيا، فرنسا، اليونان، ايرلندا، إيطاليا، لوكسمبروغ، هولندا، البرتغال، اسبانيا والمملكة المتحدة) من جهه ودول رابطة التجارة الحرة الأوروبية ( فنلندا، السويد، ايسلندا، ليختنشتاين، النرويج، النمسا وسويسرا) في مدينة بورتو في البرتغال.[15][16]
- 6 ديسمبر 1992: رفض الناخبين السويسريين انضمام بلادهم للاتفاقية.[17]
- 1 يناير 1994: دخول مقررات اتفاقية المنطقة الاقتصادية الأوروبية حيز التنفيذ في كل من فنلندا والنمسا والسويد[18] وايسلندا والنرويج.
- 17 مارس 1994: تعديل على بنود الاتفاقية بسبب رفض سويسرا المصادقة عليها.
- 1 مايو 1995: دخول مقررات اتفاقية المنطقة الاقتصادية الأوروبية حيز التنفيذ في ليختنشتاين.[18]
- 14 أكتوبر 2003: توقيع أول اتفاقية توسيع المنطقة الاقتصادية الأوروبية لتشمل الدول المرشحة لدخول الاتحاد الاوروبي (التشيك، قبرص، استونيا، لتوانيا، لاتيفيا، المجر، مالطا، بولندا، سلوفينيا وسلوفاكيا) في لوكسمبورغ.
- 1 مايو 2004: دخول مقررات الاتفاقية التوسعة الأولى للمنطقة الاقتصادية الأوروبية حيز التنفيذ بالتزامن مع دخول دول الاتفاقية للاتحاد الأوروبي.
- 25 يوليو 2007: توقيع اتفاقية التوسعة الثانية للمنطقة الاقتصادية الأوروبية بين الاتحاد الأوروبي والدول المنظمة حديثا للاتحاد الأوروبي (بلغاريا ورومانيا) وباقي دول رابطة التجارة الحرة الأوروبية (النرويج وايسلندا وليختنشتاين باستثناء سويسرا) في بروكسل.
- 1 أغسطس 2007: دخول مقررات اتفاقية التوسعة الثانية للمنطقة حيز التنفيذ في بلغاريا ورومانيا.
- 1 يوليو 2013: انضمام كرواتيا للاتحاد الأوروبي.[6]

### الاتفاقيات
إلى جانب معاهدة عام 1992، تم توقيع معاهدة تعديل واحدة، بالإضافة إلى 3 معاهدات للسماح بانضمام أعضاء جدد في الاتحاد الأوروبي.
| الاتفاقية                            | التوقيع        | الدخول حيز التنفيذ | الموقعين الأصليين                                                      | ملاحظات                                  |
| ------------------------------------ | -------------- | ------------------ | ---------------------------------------------------------------------- | ---------------------------------------- |
| اتفاقية المنطقة الاقتصادية الأوروبية | 2 مايو 1992    | 1 يناير 1994       | 19 دولة + الجماعة الاقتصادية الأوروبية والجماعة الأوروبية للفحم والصلب | دخلت حيز التنفيذ كما عدلها بروتوكول 1993 |
| ضبط البروتوكول                       | 17 مارس 1993   | 1 يناير 1994       | 18 دولة + الجماعة الاقتصادية الأوروبية والجماعة الأوروبية للفحم والصلب | السماح بالدخول حيز التنفيذ بدون سويسرا   |
| مشاركة 10 دول جديدة                  | 14 أكتوبر 2003 | 6 ديسمبر 2005      | 28 دولة + الجماعة الاقتصادية الأوروبية                                 | بعد توسيع الاتحاد الأوروبي لعام 2004     |
| مشاركة دولتين جديدتين                | 25 يوليو 2007  | 9 نوفمبر 2011      | 30 دولة + الجماعة الاقتصادية الأوروبية                                 | بعد توسيع الاتحاد الأوروبي لعام 2007     |
| مشاركة دولة واحدة جديدة              | 11 أبريل 2014  | ليست سارية المفعول | 31 دولة + الاتحاد الأوروبي                                             | بعد توسيع الاتحاد الأوروبي لعام 2013     |

### التصديق على اتفاقية المنطقة الاقتصادية الأوروبية
| الدولة           | وقعت           | صدقت           | دخلت حيز التنفيذ | خرجت          | ملاحظات |
| ---------------- | -------------- | -------------- | ---------------- | ------------- | --- |
| النمسا           | 2 مايو 1992    | 15 أكتوبر 1992 | 1 يناير 1994     |               | عضو في الاتحاد الأوروبي (من 1 يناير 1995) انضمت إلى المنطقة الاقتصادية الأوروبية كعضو من رابطة التجارة الحرة الأوروبية |
| بلجيكا           | 2 مايو 1992    | 9 نوفمبر 1993  | 1 يناير 1994     |               | عضو الاتحاد الأوروبي |
| بلغاريا          | 25 يوليو 2007  | 29 فبراير 2008 | 9 نوفمبر 2011    |               | عضو الاتحاد الأوروبي |
| كرواتيا          | 11 أبريل 2014  | 24 مارس 2015   | لا               |               | عضو الاتحاد الأوروبي (من 1 يوليو 2013) تطبيق مؤقت (كدولة مشاركة من خارج المنطقة الاقتصادية الأوروبية) اعتبارًا من 12 أبريل 2014 |
| قبرص             | 14 أكتوبر 2003 | 30 أبريل 2004  | 6 ديسمبر 2005    |               | عضو الاتحاد الأوروبي (تطبيق وتنفيذ الاتفاقية "معلق" في الأراضي المعروفة باسم شمال قبرص) |
| جمهورية التشيك   | 14 أكتوبر 2003 | 10 يونيو 2004  | 6 ديسمبر 2005    |               | عضو الاتحاد الأوروبي |
| الدنمارك         | 2 مايو 1992    | 30 ديسمبر 1992 | 1 يناير 1994     |               | عضو الاتحاد الأوروبي |
| الاتحاد الأوروبي | 2 مايو 1992    | 13 ديسمبر 1993 | 1 يناير 1994     |               | في الأصل باسم الجماعة الاقتصادية الأوروبية والجماعة الأوروبية للفحم والصلب |
| إستونيا          | 14 أكتوبر 2003 | 13 مايو 2004   | 6 ديسمبر 2005    |               | عضو الاتحاد الأوروبي |
| فنلندا           | 2 مايو 1992    | 17 ديسمبر 1992 | 1 يناير 1994     |               | عضو الاتحاد الأوروبي (من 1 يناير 1995) تم الانضمام إلى المنطقة الاقتصادية الأوروبية كدولة عضو من رابطة التجارة الحرة الأوروبية |
| فرنسا            | 2 مايو 1992    | 10 ديسمبر 1993 | 1 يناير 1994     |               | عضو الاتحاد الأوروبي |
| ألمانيا          | 2 مايو 1992    | 23 يونيو 1993  | 1 يناير 1994     |               | عضو الاتحاد الأوروبي |
| اليونان          | 2 مايو 1992    | 10 سبتمبر 1993 | 1 يناير 1994     |               | عضو الاتحاد الأوروبي |
| المجر            | 14 أكتوبر 2003 | 26 أبريل 2004  | 6 ديسمبر 2005    |               | عضو الاتحاد الأوروبي |
| آيسلندا          | 2 مايو 1992    | 4 فبراير 1993  | 1 يناير 1994     |               | عضو رابطة التجارة الحرة الأوروبية |
| جمهورية أيرلندا  | 2 مايو 1992    | 29 يوليو 1993  | 1 يناير 1994     |               | عضو الاتحاد الأوروبي |
| إيطاليا          | 2 مايو 1992    | 15 نوفمبر 1993 | 1 يناير 1994     |               | عضو الاتحاد الأوروبي |
| لاتفيا           | 14 أكتوبر 2003 | 4 مايو 2004    | 6 ديسمبر 2005    |               | عضو الاتحاد الأوروبي |
| ليختنشتاين       | 2 مايو 1992    | 25 أبريل 1995  | 1 مايو 1995      |               | عضو رابطة التجارة الحرة الأوروبية |
| ليتوانيا         | 14 أكتوبر 2003 | 27 أبريل 2004  | 6 ديسمبر 2005    |               | عضو الاتحاد الأوروبي |
| لوكسمبورغ        | 2 مايو 1992    | 21 أكتوبر 1993 | 1 يناير 1994     |               | عضو الاتحاد الأوروبي |
| مالطا            | 14 أكتوبر 2003 | 5 مارس 2004    | 6 ديسمبر 2005    |               | عضو الاتحاد الأوروبي |
| هولندا           | 2 مايو 1992    | 31 ديسمبر 1992 | 1 يناير 1994     |               | عضو الاتحاد الأوروبي |
| النرويج          | 2 مايو 1992    | 19 نوفمبر 1992 | 1 يناير 1994     |               | عضو رابطة التجارة الحرة الأوروبية |
| بولندا           | 14 أكتوبر 2003 | 8 أكتوبر 2004  | 6 ديسمبر 2005    |               | عضو الاتحاد الأوروبي |
| البرتغال         | 2 مايو 1992    | 9 مارس 1993    | 1 يناير 1994     |               | عضو الاتحاد الأوروبي |
| رومانيا          | 25 يوليو 2007  | 23 مايو 2008   | 9 نوفمبر 2011    |               | عضو الاتحاد الأوروبي |
| سلوفاكيا         | 14 أكتوبر 2003 | 19 مارس 2004   | 6 ديسمبر 2005    |               | عضو الاتحاد الأوروبي |
| سلوفينيا         | 14 أكتوبر 2003 | 30 يونيو 2005  | 6 ديسمبر 2005    |               | عضو الاتحاد الأوروبي |
| إسبانيا          | 2 مايو 1992    | 3 ديسمبر 1993  | 1 يناير 1994     |               | عضو الاتحاد الأوروبي |
| السويد           | 2 مايو 1992    | 18 ديسمبر 1992 | 1 يناير 1994     |               | عضو الاتحاد الأوروبي (من 1 يناير 1995) انضمت إلى المنطقة الاقتصادية الأوروبية كعضو من رابطة التجارة الحرة الأوروبية |
| سويسرا           | 2 مايو 1992    | لا             | لا               |               | عضو رابطة التجارة الحرة الأوروبية تم رفض التصديق اتفاقية المنطقة الاقتصادية الأوروبية في استفتاء 1992 حذفت كطرف متعاقد في بروتوكول 1993 |
| المملكة المتحدة  | 2 مايو 1992    | 15 نوفمبر 1993 | 1 يناير 1994     | 31 يناير 2020 | عضو سابق في الاتحاد الأوروبي ولأغراض عضوية الاتحاد الأوروبي (والمنطقة الاقتصادية الأوروبية) بما في ذلك أيضًا (مع استثناءات) جبل طارق ومناطق القاعدة السيادية في أكروتيري ودكليا وكذلك بما في ذلك (لأغراض محدودة) التبعيات الثلاثة للتاج (جزيرة مان، جيرزي وغيرنزي). ستظل اتفاقية المنطقة الاقتصادية الأوروبية ولوائح المنطقة الاقتصادية الأوروبية سارية فيما يتعلق بالمملكة المتحدة (والمملكة المتحدة فيما يتعلق بالأقاليم المرتبطة المذكورة أعلاه) خلال الفترة الانتقالية (المعروفة أيضًا في المملكة المتحدة باسم فترة التنفيذ) حتى (افتراضيًا) 31 ديسمبر 2020. |

Notes
1. 1 2  Of االمراد بها توقيع لاتفاقية الأصلية، أو اتفاقية لاحقة بشأن مشاركة تلك الدولة المعينة في المنطقة الاقتصادية الأوروبية.
2. ↑  علق البروتوكول 10 من معاهدة انضمام قبرص إلى انضمام الاتحاد الأوروبي تطبيق تشريعات الاتحاد الأوروبي على شمال قبرص.[23][24] تنص اتفاقية المنطقة الاقتصادية الأوروبية على أنها تنطبق فقط على أراضي الدول الأعضاء في الاتحاد الأوروبي التي تنطبق عليها معاهدات الاتحاد الأوروبي.[25] أكد إعلان مشترك بشأن الوثيقة الختامية لمعاهدة انضمام قبرص إلى المنطقة الاقتصادية الأوروبية أن هذا يشمل بروتوكول قبرص.[26]

## تطبيق الاتفاقية في الدول الاعضاء

### فنلندا والسويد والنمسا
دخلت فنلندا والسويد والنمسا للاتحاد الأوروبي في الأول من يناير عام 1995. تم تطبيق مقررات المنطقة التجارية الأوروبية في هذه الدول من الأول من يناير وحتى الواحد والثلاثون من ديسمبر عام 1994، وبعد دخول هذه الدول للاتحاد الأوروبي تم إعطاء الأولوية لمقررات الاتحاد الأوروبي فيها.

### سويسرا
يعتبر سويسرا البلد الوحيد في رابطة التجارة الحرة الأوروبية الذي لم يصادق على اتفاقية المنطقة الاقتصادية الأوروبية بعد أن رفض معظم الناخبين السويسريين في السادس من ديسمبر عام 1992 انضمام سويسرا، وبالتالي تم منح سويسرا صفة مراقب في الاتفاقية مع إمكانية انضمامها للاتفاقية في أي وقت.
من جهتها حاولت الحكومة السويسرية بعدة طرق ان تشارك المنطقة الاقتصادية الأوروبية في الحريات الأربع (حرية نقل البضائع والاشخاص والخدمات وروؤس الاموال). وعلى خلاف قواعد المنطقة التجارية الاوربية فإن المباحثات الثنائية مع سويسرا تتم بين طرفين فقط هما الحكومة السويسرية والمفوضية الأوروبية، اثمرت المحادثات الثنائية هذه عن قوانين استثنائية للتعاون مع سويسرا. في عام 1999 قام الاتحاد الأوروبي بتوقيع سبعة اتفاقيات تعاون ثنائي مع سويسرا، دخلت هذه الاتفاقيات حيز التنفيذ في الأول من يونيو عام 2002. في العام 2004 تم توقيع حزمة اتفاقيات ثانية بين سويسرا والاتحاد الأوروبي هدفت إلى إلغاء القيود على تنقل الأشخاص بين سويسرا والاتحاد الأوروبي ابتداء من نهاية العام 2009 مع بقاء القيود على تنقل البضائع. في ديسمبر من عام 2012 قرر مجلس الاتحاد الأوروبي عدم توقيع أي اتفاقية ثنائية مع سويسرا مستقبلا.

### ليختنشتاين
بعد أسبوع من رفض سويسرا الانضمام لاتفاقية المنطقة الاقتصادية الأوروبية وافق الناخبون في ليختنشتاين على الدخول في الاتفاقية. ولان ليختنشتاين تتبع للمنطقة التجارية السويسرية ولديها اتحاد جمركي مع سويسرا وجب تعديل اتفاقية انضمام ليشتنشتاين إلى المنطقة الاقتصادية الأوروبية ليتلائم مع ظروف ليختنشتاين. تمت الموافقة على التعديلات من قبل الناخبين في ليختنشتاين في التاسع من أبريل عام 1995 لتنظم البلاد إلى المنطقة الاقتصادية الأوروبية في الأول من مايو عام 1995.

### بلغاريا ورومانيا
في الخامس والعشرين من يوليو عام 2007 وقع كل من الاتحاد الأوروبي والدول الاعضاء في المنطقة الاقتصادية الأوروبية وبلغاريا ورومانيا اتفاقية انضمام بلغاريا ورومانيا للمنطقة الاقتصادية الأوروبية. تم تطبيق بنود الاتفاق في الأول من أغسطس عام 2007 مؤقتا، ثم تم تثبيت الاتفاقية في التاسع من نوفمبر عام 2011.

## التوسيع المستقبلي

### الدول الأعضاء الأخيرة في الاتحاد الأوروبي
عندما تنضم دولة إلى الاتحاد الأوروبي، فإنها لا تصبح بالضرورة على الفور جزءًا من المنطقة الاقتصادية الأوروبية ولكنها ملزمة بالتقدم. بعد توسيع الاتحاد الأوروبي عام 2007، والذي شهد انضمام بلغاريا ورومانيا إلى الاتحاد الأوروبي في 1 يناير 2007، لم يتم توقيع اتفاقية توسيع المنطقة الاقتصادية الأوروبية حتى 25 يوليو 2007 ودخلت حيز التنفيذ مؤقتًا فقط في 1 أغسطس 2007. لم يدخل الاتفاق حيز التنفيذ بالكامل حتى 9 نوفمبر 2011. من ناحية أخرى، تم تطبيق اتفاقية المنطقة الاقتصادية الأوروبية على أساس مؤقت على الدول العشر المنضمة في مايو 2004 اعتبارًا من تاريخ انضمامها إلى الاتحاد الأوروبي.
كرواتيا
وقعت كرواتيا على معاهدة الانضمام إلى الاتحاد الأوروبي في 9 ديسمبر 2011 وبعد ذلك قدموا طلبهم إلى المنطقة الاقتصادية الأوروبية في 13 سبتمبر 2012. بدأت المفاوضات في 15 مارس 2013 في بروكسل، بهدف تحقيق انضمام متزامن إلى كل من الاتحاد الأوروبي والمنطقة الاقتصادية الأوروبية في 1 يوليو 2013. ومع ذلك، لم يتحقق هذا.
في 20 نوفمبر 2013، تم الإعلان عن التوصل إلى اتفاقية توسيع. تم التوقيع على النص بالأحرف الأولى في 20 ديسمبر 2013، وبعد التوقيع عليه في أبريل 2014، يتم تطبيق الاتفاقية مؤقتًا بانتظار تصديق كرواتيا، وجميع دول المنطقة الاقتصادية الأوروبية، والاتحاد الأوروبي. اعتبارًا من سبتمبر 2020، تم التصديق على الاتفاقية من قبل 19 من أصل 32 طرفًا.

### مستقبل الدول الأعضاء في الاتحاد الأوروبي
هناك خمسة مرشحين معترف بهم لعضوية الاتحاد الأوروبي (عدا أعضاء المنطقة الاقتصادية الأوروبية): ألبانيا (تطبيق شروط الانضمام 2009، التفاوض منذ مارس 2020)، مقدونيا الشمالية (تطبيق شروط الانضمام 2004، التفاوض منذ مارس 2020)، الجبل الأسود (تطبيق شروط الانضمام في عام 2008، التفاوض منذ يونيو 2012)، صربيا (تطبيق شروط الانضمام عام 2009، التفاوض منذ يناير 2014) وتركيا (تطبيق شروط الانضمام عام 1987، التفاوض منذ أكتوبر 2005). تعتبر البوسنة والهرسك وكوسوفو مرشحين محتملين للعضوية.  وقعت البوسنة والهرسك اتفاقية الاستقرار والمشاركة (SAA) مع الاتحاد الأوروبي والدول الأعضاء فيه، والتي دخلت حيز التنفيذ في يونيو 2015، والتي سمحت بتقديم طلب العضوية في فبراير 2016، في حين أنهت كوسوفو، التي لم يعترف باستقلالها من قبل خمس دول أعضاء في الاتحاد الأوروبي، المفاوضات حول اتفاقية (SAA) التي دخلت حيز التنفيذ في أبريل 2016.
في منتصف عام 2005، ألمح ممثلو جزر فارو إلى إمكانية انضمام أراضيهم إلى رابطة التجارة الحرة الأوروبية. ومع ذلك، فإن قدرة جزر فارو على الانضمام غير مؤكدة لأنه وفقًا للمادة 56 من اتفاقية الرابطة الأوروبية للتجارة الحرة، يمكن للدول فقط أن تصبح أعضاء في الرابطة. جزر فارو، التي تشكل جزءًا من المملكة الدنماركية، ليست دولة ذات سيادة، ووفقًا لتقرير أعدته وزارة خارجية جزر فارو «بموجب وضعها الدستوري، لا يمكن أن تصبح جزر فارو طرفًا متعاقدًا مستقلاً في اتفاقية المنطقة الاقتصادية الأوروبية نظرًا لأن جزر فارو ليست دولة». ومع ذلك، ذهب التقرير ليشير إلى أنه من الممكن أن تنضم «مملكة الدنمارك فيما يتعلق بجزر فارو» إلى اتفاقية التجارة الحرة الأوروبية. صرحت الحكومة الدنماركية بأن جزر فارو لا يمكن أن تصبح عضوًا مستقلاً في المنطقة الاقتصادية الأوروبية حيث أن الدنمارك بالفعل طرف في اتفاقية المنطقة الاقتصادية الأوروبية. لدى جزر فارو بالفعل اتفاقية تجارة حرة ثنائية واسعة النطاق مع أيسلندا، تُعرف باسم «اتفاقية هويفيك» "Hoyvík Agreement".

### الدول الصغيرة الأوروبية
في تشرين الثاني (نوفمبر) 2012، بعد أن دعا مجلس الاتحاد الأوروبي إلى تقييم علاقات الاتحاد الأوروبي مع الدول الصغيرة الأوروبية ذات السيادة وهي: أندورا وموناكو وسان مارينو، والتي وصفوها بأنها «مجزأة» نشرت المفوضية الأوروبية تقريرا يحدد الخيارات لمزيد من الاندماج في الاتحاد الأوروبي. على عكس ليختنشتاين، وهي عضو في المنطقة الاقتصادية الأوروبية عبر رابطة التجارة الحرة الأوروبية واتفاقية شينجن، تستند العلاقات مع هذه الدول الثلاث إلى مجموعة من الاتفاقيات التي تغطي قضايا محددة. اقترح التقرير أربعة بدائل للوضع الحالي: 1) نهج قطاعي مع اتفاقيات منفصلة مع كل دولة تغطي مجال السياسة بأكمله، 2) اتفاقية شراكة إطارية شاملة ومتعددة الأطراف (FAA) مع الدول الثلاث، 3) عضوية المنطقة الاقتصادية الأوروبية، 4) عضوية الاتحاد الأوروبي. جادلت المفوضية بأن النهج القطاعي لم يعالج القضايا الرئيسية ولا يزال معقدًا بلا داعٍ، في حين تم رفض عضوية الاتحاد الأوروبي في المستقبل القريب لأن «مؤسسات الاتحاد الأوروبي غير مهيأة حاليًا لانضمام مثل هذه البلدان صغيرة حجم». الخيارات المتبقية، عضوية المنطقة الاقتصادية الأوروبية واتفاقية الشراكة الإطارية (FAA) مع هذه الدول، أعتبرت ذات قابلية أكبر للتطبيق وأوصت بها المفوضية.
نظرًا لأن عضوية المنطقة الاقتصادية الأوروبية مفتوحة حاليًا فقط لأعضاء الرابطة الأوروبية للتجارة الحرة أو الاتحاد الأوروبي، فإن موافقة الدول الأعضاء الموجودة في الرابطة الأوروبية للتجارة الحرة مطلوبة حتى تنضم الدول الصغرى إلى المنطقة الاقتصادية الأوروبية دون أن تصبح أعضاء في الاتحاد الأوروبي. في عام 2011، قال يوناس غار ستوره، وزير خارجية النرويج آنذاك، وهي دولة عضو في الرابطة الأوروبية للتجارة الحرة، إن عضوية الرابطة الأوروبية للتجارة الحرة / المنطقة الاقتصادية الأوروبية للدول الصغرى لم تكن الآلية المناسبة لدمجها في السوق الموحدة لأن متطلباتها تختلف عن متطلبات البلدان الأكبر.  مثل النرويج، واقترح أن يكون الارتباط المبسط أكثر ملاءمة لهم. رد إسبن بارث إيدي، وزير الخارجية الذي خلف ستور، على تقرير اللجنة في أواخر عام 2012 بالتساؤل عما إذا كانت الدول الصغرى لديها قدرات إدارية كافية للوفاء بالتزامات عضوية المنطقة الاقتصادية الأوروبية.  ومع ذلك، ذكر أن النرويج منفتحة على إمكانية عضوية رابطة التجارة الحرة الأوروبية للدول الصغيرة إذا قررت تقديم طلب، وأن الدولة لم تتخذ قرارًا نهائيًا بشأن هذه المسألة. قال باسكال شافهاوزر (Pascal Schafhauser)، مستشار بعثة ليختنشتاين لدى الاتحاد الأوروبي، إن ليختنشتاين، وهي دولة أخرى عضو في الرابطة الأوروبية للتجارة الحرة، مستعدة لمناقشة عضوية المنطقة الاقتصادية الأوروبية للدول الصغرى بشرط ألا يؤدي انضمامها إلى إعاقة عمل المنظمة.  ومع ذلك، اقترح أن يتم النظر في خيار العضوية المباشرة في المنطقة الاقتصادية الأوروبية للدول الصغرى، خارج كل من الرابطة الأوروبية للتجارة الحرة والاتحاد الأوروبي.
في 18 نوفمبر 2013، خلصت مفوضية الاتحاد الأوروبي إلى أن «مشاركة البلدان الصغيرة الحجم في المنطقة الاقتصادية الأوروبية لا يُنظر إليها على أنها خيار قابل للتطبيق في الوقت الحالي لأسباب سياسية ومؤسسية»، وأن اتفاقيات الشراكة كانت آلية أكثر جدوى  لدمج الدول الصغيرة في السوق الموحدة.

## انسحاب المملكة المتحدة
صوتت المملكة المتحدة، في استفتاء عام 2016، على الانسحاب من الاتحاد الأوروبي. كان البقاء في المنطقة الاقتصادية الأوروبية، ربما في النهاية كعضو في الرابطة الأوروبية للتجارة الحرة، أحد الخيارات المقترحة.
اقترحت ورقة بحثية في عام 2013 قُدمت إلى برلمان المملكة المتحدة عددًا من البدائل لعضوية الاتحاد الأوروبي والتي ستستمر في السماح لها بالوصول إلى السوق الموحدة للاتحاد الأوروبي، بما في ذلك استمرار عضوية المنطقة الاقتصادية الأوروبية كدولة عضو في الرابطة الأوروبية للتجارة الحرة، أو النموذج السويسري من حيث المعاهدات الثنائية التي تغطي أحكام السوق الموحدة. كانت المملكة المتحدة أحد مؤسسي الرابطة الأوروبية للتجارة الحرة في عام 1960، لكنها لم تعد عضوًا عند انضمامها إلى المجموعة الأوروبية. في أول اجتماع منذ التصويت على خروج بريطانيا من الاتحاد الأوروبي، ردت رابطة التجارة الحرة الأوروبية بالقول إنها منفتحة على عودة المملكة المتحدة وأن لديها العديد من القضايا للعمل من خلالها على الرغم من أن الحكومة النرويجية أبدت تحفظات في وقت لاحق. في يناير 2017، أعلنت تيريزا ماي، رئيسة الوزراء البريطانية آنذاك، عن خطة من 12 نقطة لأهداف التفاوض وأكدت أن حكومة المملكة المتحدة لن تسعى إلى استمرار العضوية الدائمة في السوق الموحدة. يمكن أن تسمح الدول الأعضاء الأخرى للمملكة المتحدة بالانضمام إلى المنطقة الاقتصادية الأوروبية والرابطة الأوروبية للتجارة الحرة، لكن أعضاء المنطقة الاقتصادية الأوروبية الحاليين مثل النرويج لديهم مخاوف بشأن المخاطرة بفتح مفاوضات صعبة مع الاتحاد الأوروبي قد تؤدي بهم إلى فقدان مزاياهم الحالية. نظرت الحكومة الاسكتلندية في عضوية رابطة التجارة الحرة الأوروبية بالإحتفاظ للوصول إلى المنطقة الاقتصادية الأوروبية. ومع ذلك، ذكرت دول أخرى في الرابطة الأوروبية للتجارة الحرة أن الدول ذات السيادة فقط هي المؤهلة للعضوية، لذلك لا يمكنها الانضمام إلا إذا أصبحت مستقلة عن المملكة المتحدة.
خلال الفترة الانتقالية، تظل كل من المملكة المتحدة وأعضاء المنطقة الاقتصادية الأوروبية الآخرين ملتزمين بالالتزامات الحالية الناشئة عن الاتفاقات الدولية التي أبرمها الاتحاد الأوروبي، بما في ذلك اتفاقية المنطقة الاقتصادية الأوروبية. في يناير وفبراير 2020، استبعدت حكومة المملكة المتحدة مواءمة مستقبلية لقواعد السوق الموحدة، واستبعدت فعليًا عضوية المنطقة الاقتصادية الأوروبية بعد نهاية الفترة الانتقالية.

## الحقوق والالتزامات
تعتمد المنطقة الاقتصادية الأوروبية على نفس «الحريات الأربع» لدعم السوق الموحدة الأوروبية كما يفعل الاتحاد الأوروبي: حرية حركة البضائع والأشخاص والخدمات ورأس المال بين دول المنطقة الاقتصادية الأوروبية. وبالتالي، تتمتع دول المنطقة الاقتصادية الأوروبية التي ليست جزءًا من الاتحاد الأوروبي بالتجارة الحرة مع الاتحاد الأوروبي. كما أن «حرية تنقل الأشخاص هي أحد الحقوق الأساسية المضمونة في المنطقة الاقتصادية الأوروبية (EEA)، إنها ربما تكون أهم حق للأفراد، لأنها تمنح مواطني دول المنطقة الاقتصادية الأوروبية الـ 31 فرصة للعيش والعمل وتأسيس الأعمال والدراسة في أي من هذه البلدان».
كنظيرًا، يتعين على هذه الدول اعتماد جزء من قانون الاتحاد الأوروبي.
ومع ذلك، فهي تساهم أيضًا في تشكيل سياسات وتشريعات جديدة ذات صلة بالمنطقة الاقتصادية الأوروبية وتؤثر عليها في مرحلة مبكرة كجزء من عملية تشكيل القرار الرسمية.
لا تغطي المنطقة الاقتصادية الأوروبية الزراعة ومصايد الأسماك. تعتبر النرويج وأيسلندا عدم الالتزام بسياسة المصايد المشتركة أمرًا مهمًا للغاية، وسببًا رئيسيًا لعدم الانضمام إلى الاتحاد الأوروبي. قد تعني السياسة المشتركة للمصايد التخلي عن حصص الصيد في مياههم.
لا تساهم دول المنطقة الاقتصادية الأوروبية التي ليست جزءًا من الاتحاد الأوروبي مالياً في أهداف الاتحاد بنفس القدر الذي يساهم به أعضائه، على الرغم من أنها تساهم في برنامج مُنح المنطقة الاقتصادية الأوروبية «لتقليل الفوارق الاجتماعية والاقتصادية في المنطقة الاقتصادية الأوروبية». بالإضافة إلى ذلك، يختار البعض المشاركة في برامج الاتحاد الأوروبي مثل «الشبكات عبر أوروبا» (Trans-European Networks) و«صندوق التنمية الإقليمي الأوروبي» (European Regional Development Fund). النرويج أيضا لديها برنامج «مُنح النرويج» (Norway Grants) الخاص بها. بعد توسيع الاتحاد الأوروبي / المنطقة الاقتصادية الأوروبية لعام 2004، كانت هناك زيادة بمقدار عشرة أضعاف في المساهمة المالية لدول المنطقة الاقتصادية الأوروبية، ولا سيما النرويج، في التماسك الاجتماعي والاقتصادي في السوق الداخلية (1167 مليون يورو على مدى خمس سنوات).[بحاجة لمصدر]

## التشريعات
وافقت الدول (غير الأعضاء في الاتحاد الأوروبي) في المنطقة الاقتصادية الأوروبية: (آيسلندا وليختنشتاين والنرويج) على سن تشريعات مماثلة لتلك التي تم إقرارها في الاتحاد الأوروبي في مجالات السياسة الاجتماعية وحماية المستهلك والبيئة والشركات والإحصاءات.[بحاجة لمصدر] هذه هي بعض المجالات التي كانت تغطيها الجماعة الأوروبية السابقة («الركيزة الأولى» للاتحاد الأوروبي).
لا يتم تمثيل الأعضاء من خارج الاتحاد الأوروبي في المنطقة الاقتصادية الأوروبية في مؤسسات الاتحاد الأوروبي مثل البرلمان الأوروبي أو المفوضية الأوروبية. وقد وُصف هذا الوضع بأنه «ديمقراطية الفاكس»، حيث تنتظر النرويج إرسال أحدث تشريعاتها بالفاكس من المفوضية. ومع ذلك، يتم استشارة دول المنطقة الاقتصادية الأوروبية بشأن المقترحات التشريعية الجديدة للاتحاد الأوروبي والمشاركة في صياغة التشريعات في مرحلة مبكرة. تحتوي اتفاقية المنطقة الاقتصادية الأوروبية على أحكام لإدخال دول من المنطقة الاقتصادية الأوروبية / الرابطة الأوروبية للتجارة الحرة في مراحل مختلفة قبل اعتماد التشريع، بما في ذلك الموافقة في اللجنة المشتركة للمنطقة الاقتصادية الأوروبية. بمجرد الموافقة عليه في اللجنة المشتركة للمنطقة الاقتصادية الأوروبية، يصبح جزءًا من اتفاقية المنطقة الاقتصادية الأوروبية، ويجب على دول الرابطة الأوروبية للتجارة الحرة داخل المنطقة الاقتصادية الأوروبية تنفيذه في قانونها الوطني.

## المؤسسات
تتكون اللجنة المشتركة للمنطقة الاقتصادية الأوروبية من دول المنطقة الاقتصادية الأوروبية والرابطة الأوروبية للتجارة الحرة بالإضافة إلى المفوضية الأوروبية (التي تمثل الاتحاد الأوروبي) ولها وظيفة تعديل اتفاقية المنطقة الاقتصادية الأوروبية لتشمل تشريعات الاتحاد الأوروبي ذات الصلة. يجتمع مجلس المنطقة الاقتصادية الأوروبية مرتين سنويًا لتنظيم العلاقة الشاملة بين أعضاء المنطقة الاقتصادية الأوروبية.
بدلاً من إنشاء مؤسسات لعموم المنطقة الاقتصادية الأوروبية، يتم تنظيم أنشطة المنطقة الاقتصادية الأوروبية من قبل مؤسسات الاتحاد الأوروبي، فضلاً عن هيئة مراقبة الرابطة الأوروبية للتجارة الحرة ومحكمة الرابطة الأوروبية للتجارة الحرة. تنظم سلطة مراقبة الرابطة الأوروبية للتجارة الحرة ومحكمة الرابطة الأوروبية للتجارة الحرة أنشطة أعضاء الرابطة فيما يتعلق بالتزاماتهم في المنطقة الاقتصادية الأوروبية (EEA). تقوم سلطة مراقبة الرابطة الأوروبية للتجارة الحرة (EFTA) بأداء دور المفوضية الأوروبية بصفتها «الوصي على المعاهدات» لدول الرابطة الأوروبية للتجارة الحرة لضمان اتباع اتفاقية المنطقة الاقتصادية الأوروبية. تؤدي محكمة الرابطة الأوروبية للتجارة الحرة دورًا مشابهًا لمحكمة العدل الأوروبية من حيث أنها تحل النزاعات بموجب اتفاقية المنطقة الاقتصادية الأوروبية.
في حين أن محكمة العدل الأوروبية والمفوضية الأوروبية مسؤولتان على التوالي عن تفسير وتطبيق اتفاقية المنطقة الاقتصادية الأوروبية في الاتحاد الأوروبي (بين الدول الأعضاء في الاتحاد الأوروبي وداخل الدول الأعضاء في الاتحاد الأوروبي)، ومحكمة الرابطة الأوروبية للتجارة الحرة وسلطة مراقبة الرابطة الأوروبية للتجارة الحرة مسؤولتان على التوالي عن تفسير ومراقبة تطبيق اتفاقية المنطقة الاقتصادية الأوروبية بين دول المنطقة الاقتصادية الأوروبية والرابطة الأوروبية للتجارة الحرة (بين دول المنطقة الاقتصادية الأوروبية والرابطة الأوروبية للتجارة الحرة وضمن دول المنطقة الاقتصادية الأوروبية والرابطة الأوروبية للتجارة الحرة)، تُحال النزاعات بين دول الاتحاد الأوروبي والمنطقة الاقتصادية الأوروبية والرابطة الأوروبية للتجارة الحرة إلى اللجنة المشتركة للمنطقة الاقتصادية الأوروبية بدلاً من أي من المحكمتين.فقط إذا لم تتمكن اللجنة المشتركة من تقديم قرار في غضون ثلاثة أشهر، فقط إذا لم تتمكن اللجنة المشتركة من تقديم حل في غضون ثلاثة أشهر، تقدم الأطراف المتنازعة بشكل مشترك إلى محكمة العدل الأوروبية لإصدار حكم (إذا كان النزاع يتعلق بأحكام مماثلة لقانون الاتحاد الأوروبي) أو للتحكيم (في جميع الحالات الأخرى).
افتقرت الخطة الأصلية للمنطقة الاقتصادية الأوروبية إلى محكمة الرابطة الأوروبية للتجارة الحرة أو سلطة مراقبة الرابطة الأوروبية للتجارة الحرة، «محكمة المنطقة الاقتصادية الأوروبية» (التي ستتألف من خمسة أعضاء من محكمة العدل الأوروبية وثلاثة أعضاء من دول الرابطة الأوروبية للتجارة الحرة والتي سيتم دمجها وظيفيًا مع محكمة العدل الأوروبية) وكان على المفوضية الأوروبية ممارسة تلك الأدوار. ومع ذلك، أثناء المفاوضات بشأن اتفاقية المنطقة الاقتصادية الأوروبية، أبلغت محكمة العدل الأوروبية مجلس الاتحاد الأوروبي في (الرأي رقم 1/91) أنها تعتبر أن منح محكمة المنطقة الاقتصادية الأوروبية الاختصاص فيما يتعلق بقانون الاتحاد الأوروبي سيكون جزءًا من قانون المنطقة الاقتصادية الأوروبية، سيكون انتهاكًا للمعاهدات، وبالتالي تم تطوير الترتيب الحالي بدلاً من ذلك. بعد التفاوض مع سلطة المراقبة، أكدت محكمة العدل الأوروبية شرعيتها في (الرأي رقم 1/92).
يقع المقر الرئيسي لأمانة الرابطة الأوروبية للتجارة الحرة في جنيف، سويسرا. يقع المقر الرئيسي لهيئة مراقبة الرابطة الأوروبية للتجارة الحرة في بروكسل، بلجيكا (نفس موقع المقر الرئيسي للمفوضية الأوروبية)، بينما يوجد مقر محكمة رابطة التجارة الحرة الأوروبية في لوكسمبورغ (نفس موقع مقر محكمة العدل الأوروبية).

## منح المنطقة الاقتصادية الأوروبية والنرويج
منح المنطقة الاقتصادية الأوروبية والنرويج هي المساهمات المالية لآيسلندا وليختنشتاين والنرويج لتقليل الفوارق الاجتماعية والاقتصادية في أوروبا. في الفترة من 2004 إلى 2009، تم توفير 1.3 مليار يورو لتمويل المشاريع في 15 دولة مستفيدة في وسط وجنوب أوروبا.
أُنشئت بالتزامن مع توسيع المنطقة الاقتصادية الأوروبية (EEA) لعام 2004، والتي تجمع بين الاتحاد الأوروبي وآيسلندا وليختنشتاين والنرويج في السوق الموحدة، وأديرت منح المنطقة الاقتصادية الأوروبية والنرويج من قبل مكتب الآلية المالية، التابع لـ أمانة الرابطة الأوروبية للتجارة الحرة في بروكسل.

## روابط خارجية
- نص اتفاقية المنطقة الاقتصادية الأوروبية
- معلومات حول المنطقة الاقتصادية الأوروبية على الموقع الإلكتروني لبعثة النرويج لدى الاتحاد الأوروبي
- منح المنطقة الاقتصادية الأوروبية ومنح النرويج